# Герреро, Висенте
Висенте Рамо́н Герре́ро Сальданья (исп. Vicente Ramón Guerrero Saldaña; 10 августа 1782, Тистла — 14 февраля 1831, Куилапан) — мексиканский революционер и политический деятель, один из лидеров повстанческого движения в войне за независимость Мексики (1810—1821), командовал партизанскими отрядами. Президент Мексики в 1829 году.

## Биография

Военные действия Герреро

Родился в городке Тистла в 100 километрах от Акапулько вглубь континента в Южной Сьерра-Мадре. Мать - Мария де Гуадалупе Салданья (исп. María de Guadalupe Saldaña), африканского происхождения. Отец - Педро Герреро (исп. Pedro Guerrero), метис. Был частично африканского, частично филиппинского, частично метисского происхождения. Описывается как высокий человек с орлиным профилем.
Присоединился к революционной борьбе против испанского владычества под началом Мигеля Идальго-и-Костилья в 1810 году. Когда того разгромили, командовал тысячей повстанцев в городе Оахака. После расстрела и преемника Идальго Хосе Марии Морелоса в 1815 году командование повстанческими отрядами приняли Висенте Герреро и Гуадалупе Виктория.
Отправленный уничтожить отряд Герреро Агустин де Итурбиде перешёл на его сторону и провозгласил совместно с ним в 1821 году «Игуальский план» (исп. Plan de Iguala, от названия города Игуала), или «План трёх гарантий». После итогового завоевания Мексикой независимости Герреро выступал за установление республиканской формы правления, и когда Итурбиде (которого в Игуале он называл «великодушным вождем» и «отцом нации») в 1823 году провозгласил себя императором Агустином I, выступил против него.
С 1 апреля по 17 декабря 1829 года занимал пост президента Мексики. Пока в Мексике не было партий и их роль исполняли масонские ложи, принадлежал к более либеральному Йоркскому уставу; примыкал к левому крылу либералов («пурос»). В период его президентства был принят закон, отменяющий рабство. Он также разгромил при Тампико испанцев, пытавшихся восстановить своё господство.
Свергнут в результате государственного переворота декабря 1829 года и прихода к власти консерваторов во главе с Анастасио Бустаманте. Ушёл в горы и продолжал борьбу, но был обманом захвачен в плен и расстрелян.
Дед мексиканского писателя и политического деятеля Висенте Рива Паласио.